# Armierungs-Bataillon

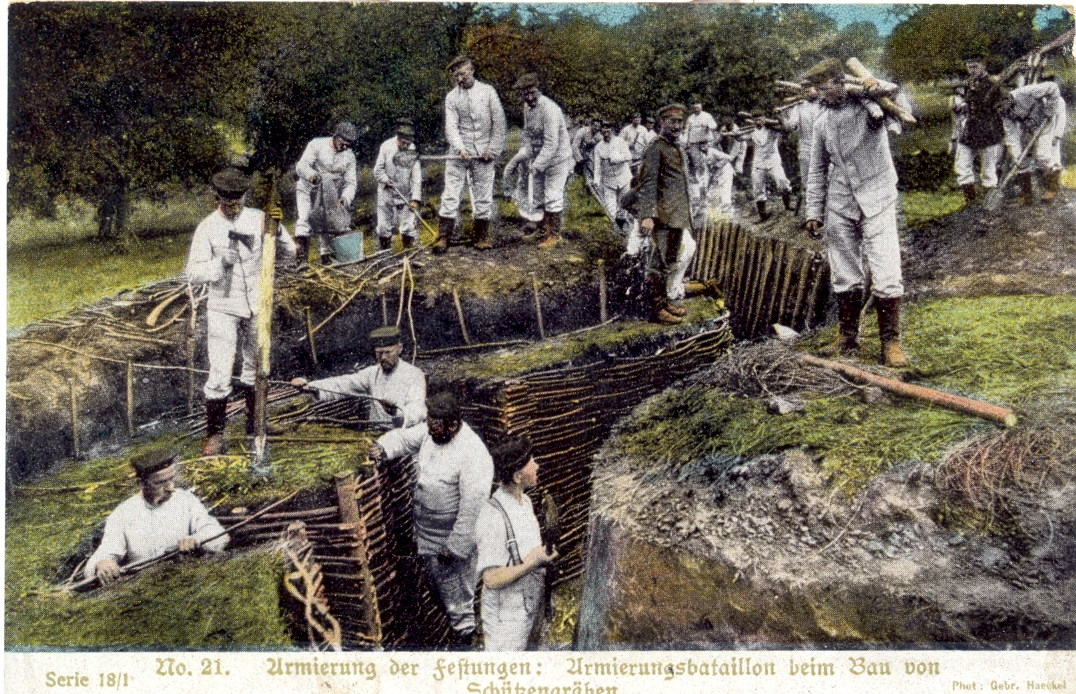
Armierungs-Bataillon beim Stellungsbau

Armierungs-Bataillone waren im Ersten Weltkrieg pionierähnliche Truppenteile des deutschen Heeres. Sie dienten in erster Linie zum Bau von Verteidigungsanlagen und Stellungen, aber auch von Straßen und Grenzbefestigungen.

## Geschichte

### Aufstellung
Bei der Mobilmachung 1914 wurden auch die deutschen Festungen armiert, d. h. in kampffähigen Zustand versetzt. In den Mobilmachungsplänen waren dafür Arbeitstruppen aus nicht feldverwendungs-, aber arbeitsfähigen gedienten und ungedienten Landsturmpflichtigen vorgesehen, die nun in Truppenteile mit verschiedenen Namen einberufen wurden. Nach Abschluss der Arbeiten wurden sie teilweise aufgelöst. Aufgrund der wegen des beginnenden Stellungskriegs erforderlichen Baumaßnahmen wurden die meisten dieser Truppenteile an die Front verlegt. Durch Erlasse des preußischen Kriegsministeriums vom 13. Februar und 10. April 1915 wurden alle in Armierungsbataillone umgewandelt. Während des Krieges wurden weitere Armierungsbataillone aufgestellt. Insgesamt gab es 217 dieser Bataillone.

### Einsätze

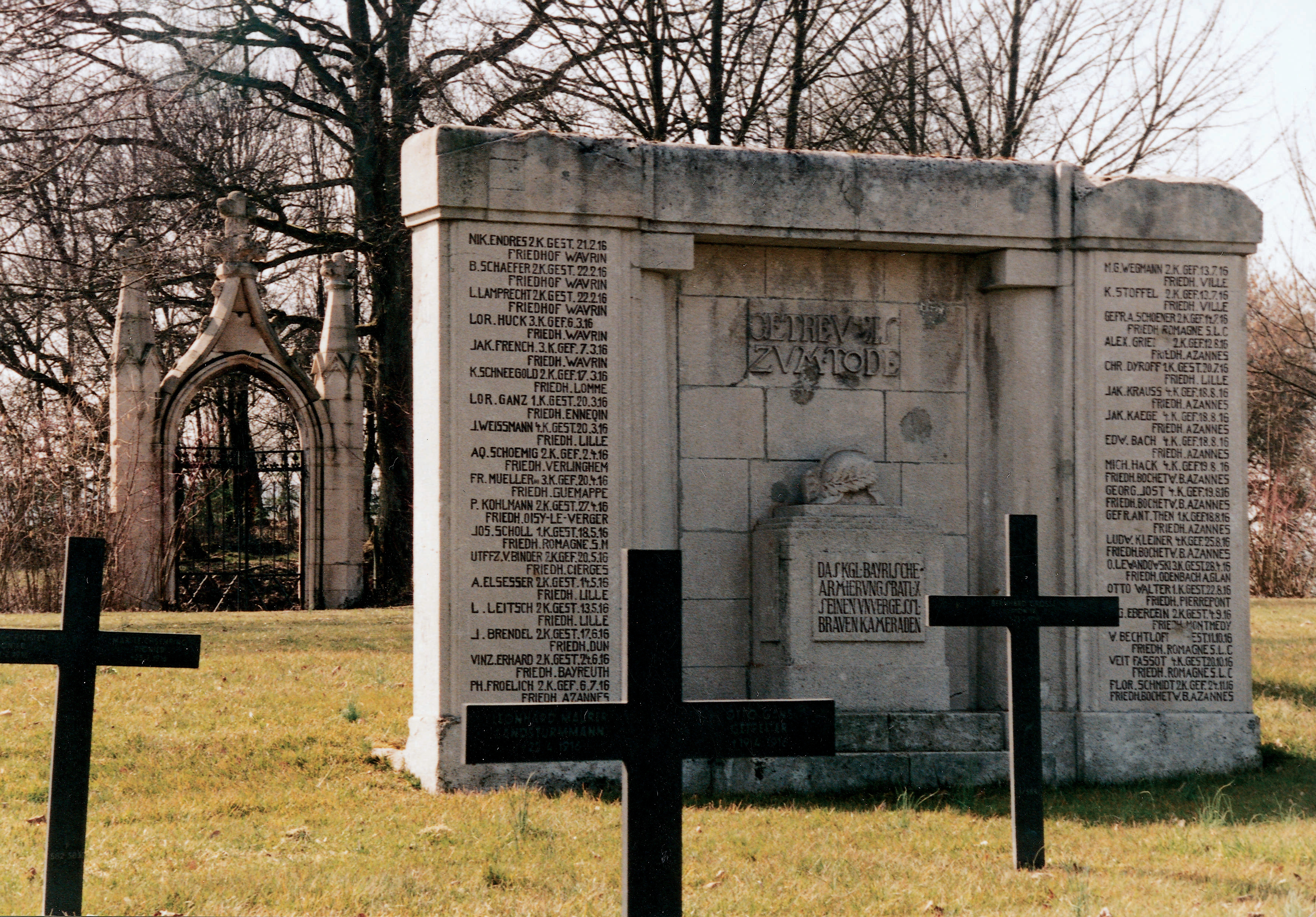
Denkmal für das kgl. bayerische Armierungs-Bataillon X auf der deutschen Kriegsgräberstätte Azannes 1

Die Armierungs-Bataillone wurden an allen Fronten zum Bau von Stellungen, Straßen, Wegen, Brücken und Feldeisenbahnen eingesetzt, in der Schlacht um Verdun auch unmittelbar hinter den vordersten Linien. Im Generalgouvernement Belgien bauten Armierungssoldaten auch das Grenzhochspannungshindernis.

## Verbandszugehörigkeit
Die Armierungs-Bataillone zählten zu den Armeetruppen und wurden von den Armeeoberkommandos (A.O.K.) je nach Bedarf der Etappe oder einzelnen Truppenverbänden zugewiesen.

## Bewaffnung und Ausrüstung
Die Armierungs-Bataillone waren zunächst unbewaffnet, wurden aber gegen Ende des Krieges beim Bau der 2. Stellungen mit Beutegewehren ausgerüstet.

## Persönlichkeiten
In Armierungs-Bataillonen waren eingesetzt:
- Karl Liebknecht[5]
- Jean Metten[6]
- Carl von Ossietzky[7]
- Karl Schmidt-Rottluff[8]
- Kurt Tucholsky[9]
- Arnold Zweig[10]